# Evangelische Kirche Donsbach

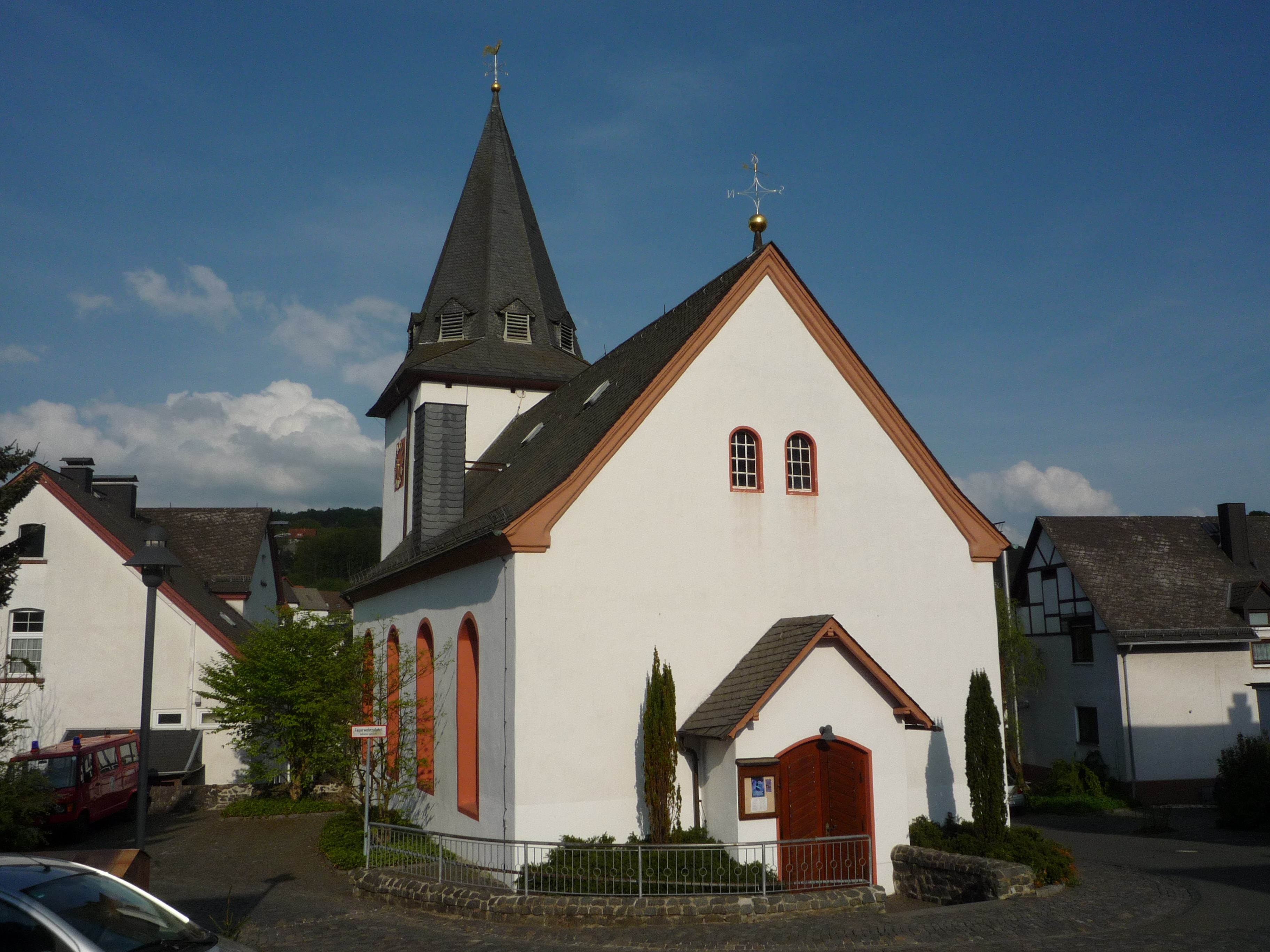
Die Evangelische Kirche in Donsbach

Die Evangelische Kirche Donsbach ist ein denkmalgeschütztes Kirchengebäude in Donsbach, einem Stadtteil von Dillenburg im Lahn-Dill-Kreis (Mittelhessen).
Die Anlage mit quadratischem Chor und rechteckigem Schiff wurde 1754 an der Stelle einer fast 300 Jahre alten, baufällig gewordenen Kapelle errichtet, wobei sich die Gemeinde schwer verschuldete. Beim großen Brand von 1791, der einen großen Teil des Dorfes zerstörte, brannte auch die Kirche bis auf die Grundmauern nieder. Die Mauerreste waren jedoch noch so stabil, dass darauf der Neuaufbau begonnen werden konnte. Der Kirchturm wurde gleich mit einem Schieferdach versehen, während der Unterbau des zunächst strohgedeckten Schiffs so stabil gebaut wurde, dass er später auch ein Schieferdach tragen können würde. Als der Bau fertig war, wurde er zunächst auf Anweisung des landesherrlichen Amtmanns als Lagerraum für die gespendeten Naturalien genutzt, bis diese verkauft, abtransportiert oder anderweitig genutzt worden waren.
Das aus der Brandruine geborgene Metall der geschmolzenen Glocke wurde den Glockengießern Rinker und Bach in Hungen übergeben, die den Zuschlag für den Guss einer neuen Glocke erhalten hatten; diese Glocke verkündet heute Sterbefälle im Dorf.
Im März 1911 schlug ein Blitz in den Kirchturm ein, richtete aber keinen größeren Schaden an, da der strömende Regen ein Feuer verhinderte.
Durch Spenden wurden 1956 zwei weitere Glocken finanziert. Zur Installierung wurde der Glockenturm entsprechend renoviert. 1966 erhielt die Kirche einen weißen Außenputz und später einen vergoldeten Wetterhahn.